# Montesquieu-des-Albères
Montesquieu-des-Albères (în catalană Montiesquiu d'Albera) este o comună în departamentul Pyrénées-Orientales din sudul Franței. În 2010 avea o populație de 1.168 de locuitori.

## Evoluția populației
| An        | 1975 | 1982 | 1990 | 1999 | 2006  | 2009  | 2010  |
| --------- | ---- | ---- | ---- | ---- | ----- | ----- | ----- |
| Populație | 329  | 510  | 753  | 824  | 1.137 | 1.150 | 1.168 |